# ときめきのルンバ
「ときめきのルンバ」は、2009年8月19日にコロムビアミュージックエンタテインメント（現・日本コロムビア）から発売された氷川きよしの19枚目のシングル。

## 概要
- デビュー10周年シングル第2弾。A面の「ときめきのルンバ」は、これまでのド演歌路線とは異なり、昭和歌謡風の楽曲となっている。
- コンサートや歌番組では、サビの「愛してルンバ(恋してルンバ)」の後に観客が「恋してきよし(愛してきよし)」と合いの手を入れるのが恒例。
- 前作「浪曲一代」に続き、通算3作目の首位獲得となった。また、前作同様コンサートがあった週には売り上げが大幅に伸びる現象がおきている。
- この楽曲を作詞した水木れいじは、第42回日本作詩大賞を受賞している。
- 第42回日本有線大賞受賞曲。第51回日本レコード大賞優秀作品賞受賞。

## 収録曲
1. ときめきのルンバ
2. 川千鳥
3. ときめきのルンバ(オリジナル・カラオケ)
4. 川千鳥(オリジナル・カラオケ)
5. ときめきのルンバ(半音下げオリジナル・カラオケ)
6. ときめきのルンバ(半音下げオリジナル・カラオケ ガイドメロ入り)
7. ときめきのルンバ～情熱バージョン～(ボーナス・トラック、Aタイプのみ収録)

## 特典
Aタイプ、Bタイプと二形態で発売された。各タイプの特典は以下の通り。

### Aタイプ【初回限定盤】
- ボーナストラック収録（ときめきのルンバ～情熱バージョン～）
- ブックレット封入
- 三方背カートンケース入り

### Bタイプ【通常盤】
- ふれあいイベント応募ハガキ封入

## 関連商品
- ときめきのルンバ（映像作品、2009年9月30日発売）
- 氷川きよし・演歌名曲コレクション11〜ときめきのルンバ〜（2009年11月11日発売）